# کن کلورت
کن کلورت (انگلیسی: Ken Calvert; زاده ۸ ژوئن ۱۹۵۳) نمایندهٔ حوزه انتخابیه کالیفرنیا از حزب جمهوری‌خواه در مجلس نمایندگان ایالات متحده آمریکا است که برای نخستین‌بار در ۷ ژانویه ۱۹۹۳ میلادی به‌عضویت این مجلس درآمد.